# Папилломавирусы
Папилломавирусы (лат. Papillomaviridae) — семейство вирусов, ранее — род вирусов из семейства паповавирусов. Относится к I группе классификации вирусов по Балтимору.
Размеры вириона около 55 нм. Размножается в ядре клеток-хозяев.
Большинство представителей обладает онкогенными свойствами и вызывает доброкачественные опухоли (папилломы) человека, кроликов, коров, оленей, собак и кошек, лошадей, овец, крыс. Показана этиологическая роль папилломавируса в развитии широко распространённого, передающегося половым путём, рака шейки матки.
Папилломавирусы имеют видоспецифические и некоторые типоспецифические антигены. Не культивируются в клеточных системах. Вирус папилломы человека выявляется в кератоцитах в виде эписомы, 50—200 копий на поражённую клетку. Процессы продуктивной инфекции и интеграции не наблюдаются.
Папилломавирус обнаружен в останках пышнохвостого лесного хомяка (en:Neotoma cinerea), жившего в Северной Америке 27 тыс. л. н.

## Классификация
Сначала виды в роде Papillomavirus назывались по животным, у которых они могут вызвать заболевания, например, в 2002 году в состав рода входило всего 7 видов:
- Bovine papillomavirus (BPV)
- Canine oral papillomavirus (COPV)
- Cottontail rabbit papillomavirus (CRPV)
- Deer papillomavirus (DPV) или Deer fibroma virus
- European elk papillomavirus (EEPV)
- Human papillomavirus (HPV) — Папилломавирус человека
- Ovine papillomavirus (OPV)

В 2003 году произведена ревизия семейства и эти 7 видов разделены на 16 родов с 43 видами. После неё название каждого из родов состоит из двух частей: латинизированной буквы греческого (или другого) алфавита и общей части -papillomavirus. В 2010 году произведено переименование входящих в семейство видов: теперь их научное название состоит из названия рода и порядкового номера, не совпадающего с ранее принятой нумерацией видов. Было увеличено количество родов и видов, и, так как количество родов превысило количество букв греческого алфавита, начиная с 25 рода добавлена приставка dyo-, а затем и приставка treis-. В 2017 году семейство разделено на 2 подсемейства: Firstpapillomavirinae, куда вошли все старые и 3 новых рода, и Secondpapillomavirinae с одним новым родом Alefpapillomavirus.
На апрель 2018 года в подсемейство Firstpapillomavirinae включают 52 рода:
- 24 рода без приставок в названии: Alphapapillomavirus — Omegapapillomavirus
- 21 род с приставкой dyo-:

Dyochipapillomavirus
Dyodeltapapillomavirus
Dyoepsilonpapillomavirus
Dyoetapapillomavirus
Dyoiotapapillomavirus
Dyokappapapillomavirus
Dyolambdapapillomavirus
Dyomupapillomavirus
Dyonupapillomavirus
Dyoomegapapillomavirus
Dyoomikronpapillomavirus
Dyophipapillomavirus
Dyopipapillomavirus
Dyopsipapillomavirus
Dyorhopapillomavirus
Dyosigmapapillomavirus
Dyotaupapillomavirus
Dyothetapapillomavirus
Dyoupsilonpapillomavirus
Dyoxipapillomavirus
Dyozetapapillomavirus
- 7 родов с приставкой treis-:

Treisdeltapapillomavirus
Treisepsilonpapillomavirus
Treisetapapillomavirus
Treisiotapapillomavirus
Treiskappapapillomavirus
Treisthetapapillomavirus
Treiszetapapillomavirus
Самым обширным является род Gammapapillomavirus, в который включают 27 видов: Gammapapillomavirus 1—27. Многие же рода монотипные.